# Classe Durjoy

Le patrouilleur de classe Durjoy est une classe de grands patrouilleurs exploitée la marine bangladaise. Au total, huit navires de cette classe sont prévus et quatre serviront la marine du Bangladesh à partir de 2017.

## Historique
La classe Durjoy est une classe de grands patrouilleurs de la marine du Bangladesh, conçue pour répondre aux besoins de patrouille et de surveillance dans la zone économique exclusive du Bangladesh dans le golfe du Bengale ainsi que pour remplir des rôles offensifs limités. Les navires de cette classe sont de deux variantes, une de guerre anti-surface construite en Chine et une de guerre anti-sous-marine construite localement avec l'appui technique chinoise. Les principales caractéristiques des deux variantes sont les mêmes, mais elles diffèrent par l'armement et la suite de capteurs

### Conception
Les navires ont une forme d' arc bulbeux, ce qui suggère qu'ils sont conçus pour soutenir des états de mer lourds. Les navires ont de la vitesse et de la portée pour soutenir de longues missions. Les grands patrouilleurs sont propulsés par des moteurs diesel 44SEMT Pielstick 12PA64  pour une vitesse maximale de 28 nœuds (52 km/h) pour la variante de guerre anti-surface et 25 nœuds (46 km/h) pour variante de guerre anti-sous-marine. La portée des navires est de 2 500 milles marins (4 600 km) pour la version de guerre anti-surface et de 2 000 milles marins (3 700 km) pour la version de guerre anti-sous-marine avec une autonomie de 15 jours. Les navires de guerre anti-surface peuvent transporter 60 personnes tandis que les navires de guerre anti-sous-marine peuvent transporter 70 personnes. Ils peuvent transporter un bateau pneumatique à coque rigide et ont le système de support pour le lancer.

### Électronique
Variante anti-surface : Le capteur principal des navires de cette variante est un radar de recherche de surface de Type 360 Radar (en)(SR60). Ils transportent un radar de contrôle de tir russe MR-123-02/76 pour canon de 76,2 mm  et deux radars de Type 347 radar (en) (Rice Bowl) pour canon de 20 mm. Pour le contrôle du tir des missiles C-704, ces navires utilisent un radar de Type Radar qui peut également être utilisé comme radar de recherche de surface. Ils utilisent le sonar monté sur proue ESS-3 avec une portée effective d'environ 8.000 mètres pour la détection sous-marine. Un système de gestion du combat (CMS) JRCSS, avec au moins trois consoles multifonctions, est également installé dans les navires.
Variante anti-sous-marine : Le capteur principal des navires de la variante de guerre anti-sous-marine est un radar de recherche aérienne et de surface SR47AG . Ils portent un radar chinois TR47C qui est utilisé comme radar de poursuite. Ils transportent le radar japonais JMA 3336 à des fins de navigation. Pour aider le radar de navigation, le radar cartographique Vision Master est utilisé. Les navires ont un sonar monté à l'avant ESS-2B avec une portée effective d'environ 8.000 mètres pour la détection sous-marine.

### Armement
Variante anti-surface : Les grands patrouilleurs de cette variante sont armés d'un seul canon naval de 76,2 mm (AK-176) et de quatre missiles C-704 surface-surface (SSM) montés à l'arrière. En outre, ces navires disposent de 2 × 1 canon de 20 mm Oerlikon montés au milieu du navire qui peuvent être utilisés pour un rôle anti-aérien. Pour leur rôle de guerre anti-sous-marine, ils ont deux lance-roquettes de guerre anti-sous-marine EDS-25A de 250 mm montés vers l'avant.
Variante anti-sous-marine : Les navires de cette variante utilisent un seul canon naval de 76,2 mm (AK-176) d'origine chinoise comme armes principales. De plus, ils ont un unique canon naval de 30 mm monté au milieu du navire utilisé comme arme secondaire. Pour le rôle de guerre anti-sous-marine , ces navires sont armés de deux tubes lance-torpilles triples pour les torpilles chinoises Yu-7.

## Unités
| Nom    | N° de série | Constructeur                        | Lancement         | Acquisition     | Mis en service                        |
| ------ | ----------- | ----------------------------------- | ----------------- | --------------- | ------------------------------------- |
| Durjoy | P 811       | Chantier naval de Wuhan Chine       | 26 août 2012      | 4 février 2013  | Marine bangladaise le 29 août 2013    |
| Nirmul | P 813       | Chantier naval de Wuhan Chine       | 27 septembre 2012 | 10 février 2013 | Marine bangladaise le 29 août 2013    |
| Durgam | P 814       | Chantier naval de Khulnâ Bangladesh | 29 décembre 2016  |                 | Marine bangladaise le 8 novembre 2017 |
| Nishan | P 815       | Chantier naval de Khulnâ Bangladesh | 15 mars 2017      |                 | Marine bangladaise le 8 novembre 2017 |

## Galerie

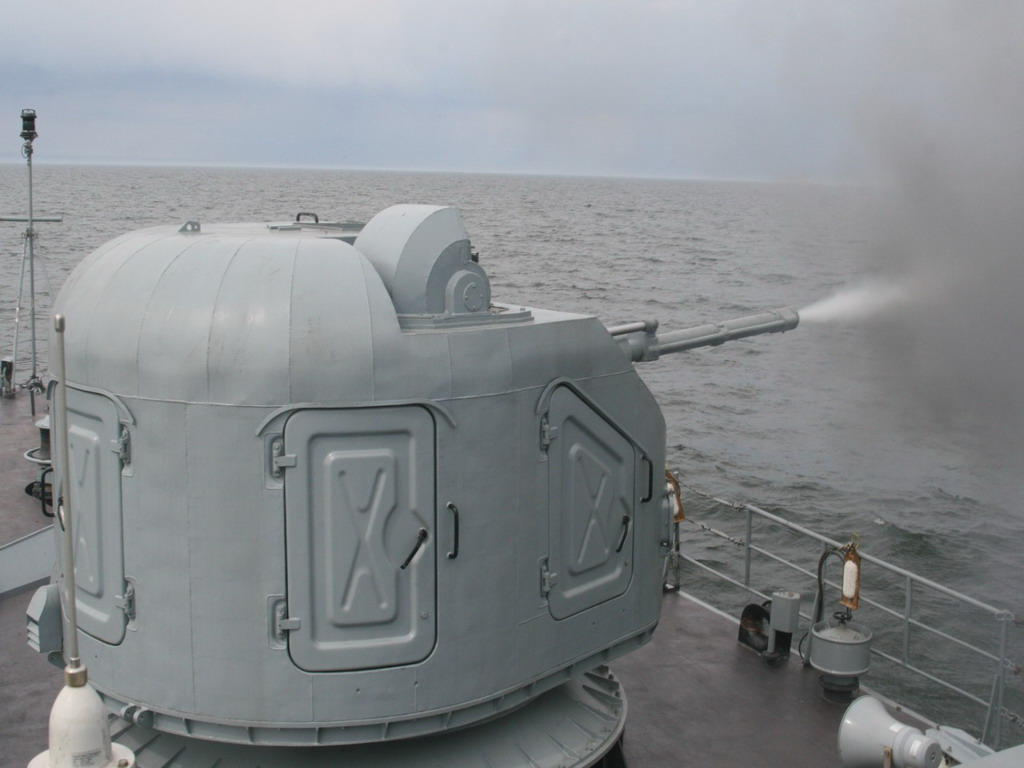
Canon AK-176
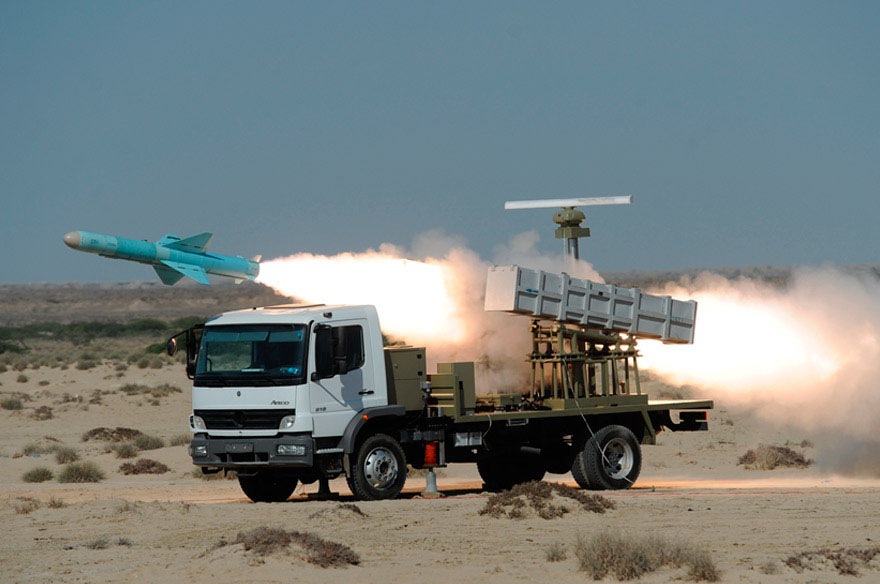
Missile C-704 (sur camion)
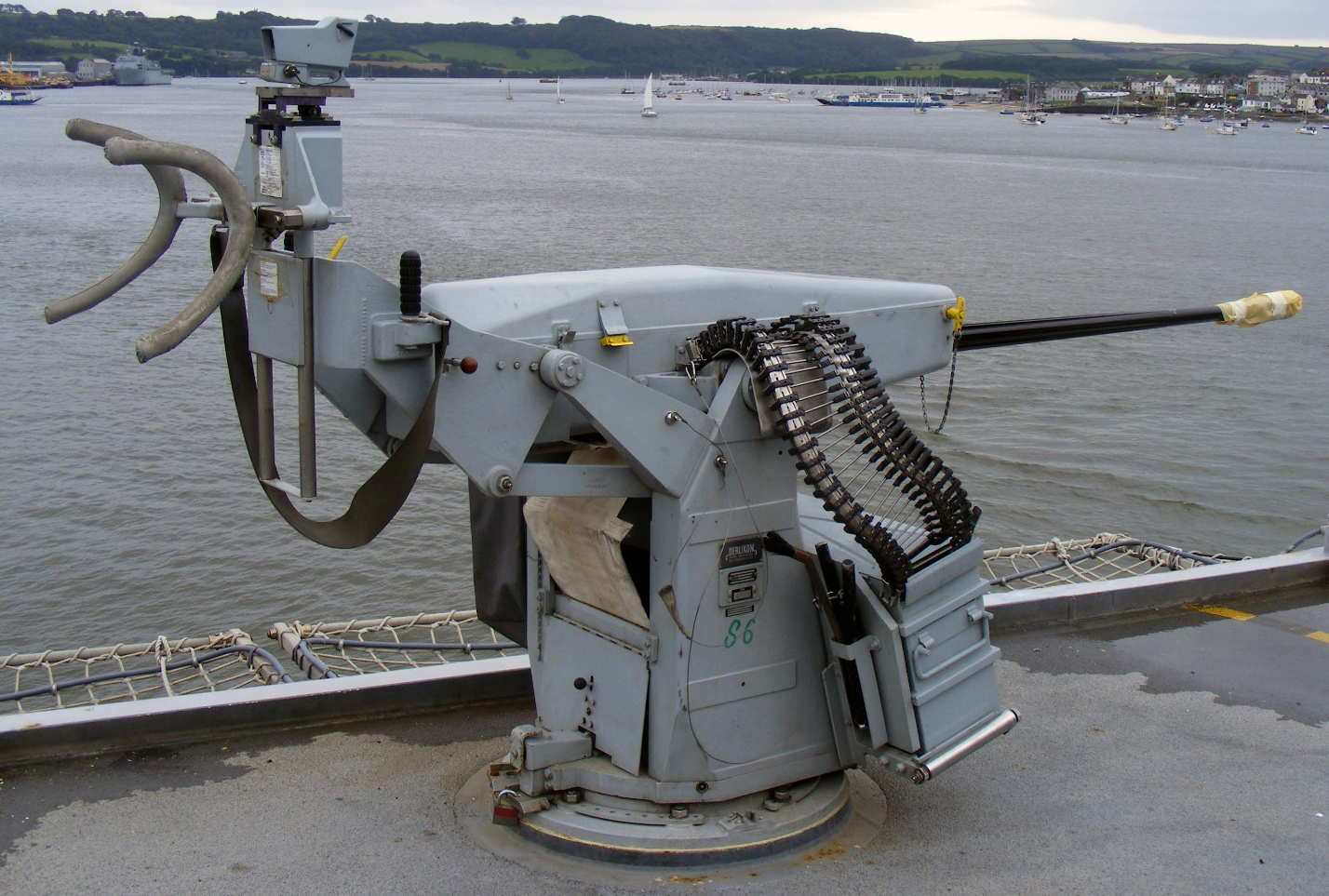
Canon Oerlikon de 20 mm